# Бетагистин
Бетагисти́н (Betahistine) — средство от головокружения. Обычно его назначают при нарушениях равновесия или для облегчения симптомов головокружения, связанных с болезнью Меньера. Впервые он был зарегистрирован в Европе в 1970 году для лечения болезни Меньера.

## Фармакология
Препарат является ингибитором диаминоксидазы — фермента, инактивирующего гистамин. Стабилизируя образующийся в организме гистамин, бетагистин оказывает гистаминоподобное действие.

## Использование в медицине
Бетагистин используется для лечения болезни Меньера и головокружения. Проведенное исследование по процедуре Кокран в 2013—2016 годах показало, что для выборки из 1025 пациентов с головокружением выявлено существенное снижение симптоматики для данного заболевания, которое можно характеризовать как существенное улучшение; при этом отмечено, что превышение  эффекта плацебо для данного препарата было незначительным.
Препарат расширяет прекапиллярные сфинктеры сосудов внутреннего уха, улучшает микроциркуляцию.

## Способ применения и дозы
Назначают внутрь по 1 таблетке (8 мг) 3 раза в день. При необходимости увеличивают дозу до 6 таблеток в день (в 2—3 приёма). Максимальная суточная доза 48 мг. Лечение проводят длительно (от нескольких недель до нескольких месяцев). Лечебный эффект в большинстве случаев наступает не сразу и прекращается вскоре после прекращения приёма.

## Побочные эффекты и противопоказания
Препарат обычно хорошо переносится. Возможны кожный зуд, желудочно-кишечные расстройства.
С осторожностью следует принимать препарат при феохромоцитоме, бронхиальной астме, язвенной болезни желудка. Не следует назначать препарат при беременности.

## Химическая формула
2-[2-(Метиламино)этил]пиридин, выпускается в виде дигидрохлорида.

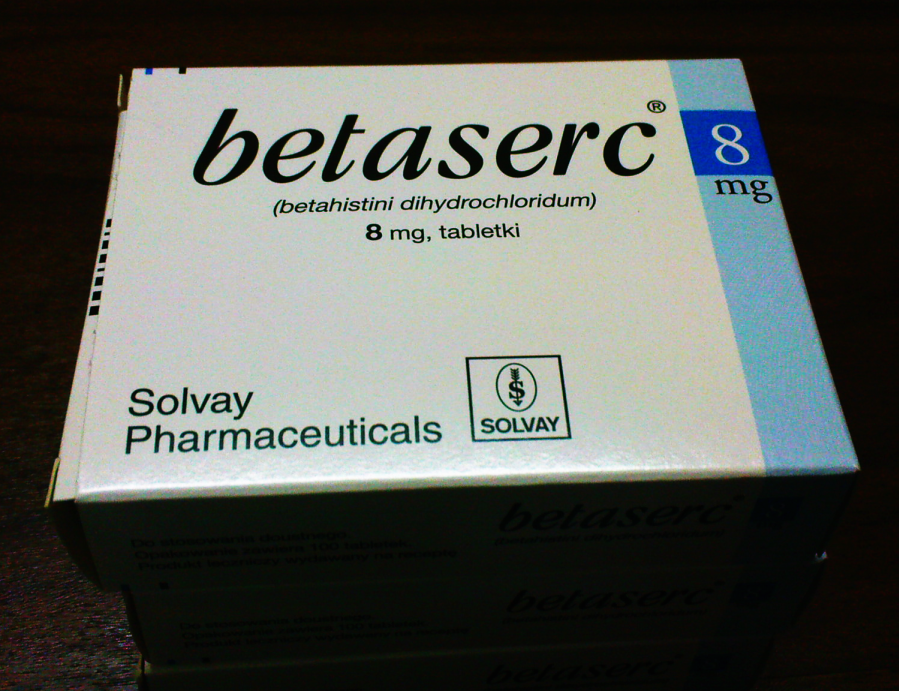

## Хранение
Список Б.